# Хмелевской (хутор)
Хмелевской — хутор в Иловлинском районе Волгоградской области России. Входит в состав Сиротинского сельского поселения. Население 74 чел. (2010) .

## География
Расположен в центральной части региона, в степной зоне, у старицы реки Дон, в южной части Приволжской возвышенности. 
Уличная сеть состоит из четырёх географических объектов: ул. Садовая,  ул. Солнечная,  ул. Хуторская,  ул. Школьная.
Абсолютная высота 52 метра над уровнем моря.

## История
В соответствии с Законом Волгоградской области от 14 марта 2005 года № 1027-ОД «Об установлении границ и наделении статусом Иловлинского района и муниципальных образований в его составе», хутор вошёл в состав образованного Сиротинского сельского поселения. 

## Население
| 2010 |
| ---- |
| 74   |

Гендерный состав
По данным Всероссийской переписи населения 2010 года в гендерной структуре населения из 74 человек мужчин — 35, женщин — 39 (47,3 и 52,7 % соответственно).
Национальный состав
Согласно результатам переписи 2002 года, в национальной структуре населения
русские составляли  87 % из общей численности населения в 118 чел. .

## Инфраструктура
МКОУ Хмелевская НОШ.
Личное подсобное хозяйство. Рыболовство.
Ведется газификация хутора. Строительство газопровода в х. Хмелевской включено в областную целевую программу «Газификация Волгоградской области на 2013—2017 годы»

## Транспорт
Просёлочные дороги. 